# Star Wars: Battlefront II (videogioco 2005)
Star Wars: Battlefront II è un videogioco di tipo sparatutto in terza persona sviluppato da Pandemic Studios e LucasArts, pubblicato in Nord America il 1º novembre 2005 per Microsoft Windows, Xbox, PSP, e PlayStation 2. Fa parte dell'Universo espanso.
Rispetto al precedente Star Wars: Battlefront, questo sequel permette di impersonare eroi (segnatamente con spade laser), di affrontare battaglie spaziali e di intraprendere modalità di gioco più approfondite. Presenta inoltre parecchi contenuti de La vendetta dei Sith, episodio della saga di Guerre stellari uscito nello stesso anno.

## Trama
Star Wars: Battlefront II narra le vicende che vanno dalle guerre dei cloni all'ascesa al potere dell'Impero attraverso il diario di bordo di un clone soldato della Legione 501, divisione scelta alle dipendenze dirette del cancelliere supremo Palpatine. Inviata con l'incarico ufficiale di supportare l'esercito della Repubblica Galattica e i comandanti Jedi contro le truppe separatiste della Confederazione dei Sistemi Indipendenti, l'unità aveva in realtà il compito di appoggiare l'imminente presa di potere del cancelliere ed eseguire gli obiettivi designati da quest'ultimo, cospirando in segreto contro l'Ordine Jedi.
Dopo la prima prova su Geonosis, in cui i legionari della 501ª esordirono capeggiando l'esercito repubblicano, la storia prosegue ripercorrendo le battaglie storiche nelle gelide rovine di Mygeeto, nell'orbita di Coruscant, nelle foreste di Felucia, nell'orbita e sulle spiagge di Kashyyyk, su Utapau, al Tempio Jedi di Coruscant e gli eventi immediatamente successivi all'esecuzione dell'ordine 66, mostrando l'incredibile drammaticità degli scontri affrontati dalla 501ª, i difficili rapporti tra le unità soldato e i Jedi e mettendo in risalto il lato umano dei cloni.

## Modalità di gioco
In Star Wars: Battlefront II ci sono varie modalità di gioco:
- Nella modalità Azione immediata, il giocatore sceglie uno scenario e inizia una battaglia contro la fazione avversaria: l'Impero contro l'Alleanza Ribelle o la Repubblica contro la Confederazione dei Sistemi Indipendenti.
- Nella modalità Conquista galattica, si sceglie una fazione; muovendo una flotta, bisogna conquistare tutti i tredici pianeti della galassia partendo da tre in proprio possesso. Inviando una flotta su un pianeta inizia una battaglia planetaria; se si scontrano due flotte avviene una battaglia nello spazio. Nel caso in cui le due flotte si scontrassero su un pianeta - e l'attaccante vincesse - seguirebbe una battaglia planetaria.
- Nella modalità Campagna si vede la 501ª Legione protagonista della storia. Si dovranno completare diverse missioni con vari obiettivi e seguire in tutte le sue tappe la trasformazione di questo gruppo di soldati cloni della Repubblica nella temuta legione "Pugno di Fener" dell'Impero Galattico.
- Nella modalità online si combatte via internet in tempo reale con altri giocatori in ogni parte del mondo come nella modalità Azione immediata.

Inoltre, sono presenti varie categorie di gioco:
- Conquista: la fazione controllata dal giocatore vince conquistando tutti i posti di comando presenti sulla mappa oppure eliminare tutti i soldati nemici, facendo così calare i rinforzi avversari a 0.
- Cattura la bandiera: la squadra deve prendere una bandiera e portarla nella propria base, se la squadra perde la bandiera e non la recupera entro un determinato periodo di tempo, essa torna nel luogo dove era posta all'inizio della partita; quando invece ci sono due bandiere bisogna prendere quella avversaria e cercare di portarla alla propria base.
- Caccia: presenta la fazione dei "cacciatori", e la fazione dei "nativi" (abitanti originari del pianeta). Il compito di ambedue le fazioni è quello di eliminare il maggior numero di soldati nemici nel tempo stabilito. Per esempio, quando si sceglie la mappa Geonosis con la modalità caccia e l'era delle guerre dei cloni si avranno due fazioni: quella dei "geonosiani" e quella dei "cecchini clone"
- Assalto: ambientato unicamente nello spazio, occorre raggiungere il limite di punti stabilito distruggendo astronavi nemiche e attrezzature dell'astronave madre.
- Assalto Eroe: ambientato su Mos Eisley, due squadre composta una dalle unità "Cattivi" e una dagli "Eroi" devono scontrarsi e raggiungere 150 punti per vincere, uno per ogni uccisione, In questa modalità gli Eroi funzionano come unità regolari.
- Eliminazione: bisogna eliminare 350 unità nemiche per primi. Ci sono molti più Bot sulla mappa.

## Pianeti
Nel gioco sono stati introdotti nuovi scenari di combattimento ed eliminati altri rispetto al suo predecessore. Essi sono:
- Coruscant, tempio Jedi
- Dagobah, palude
- Endor, bunker
- Felucia, fiume
- Geonosis, pianure
- Hoth, Base Eco
- Kamino, Tipoca City
- Kashyyyk, spiaggia
- Morte Nera, interno
- Mos Eisley, città
- Mustafar, raffineria
- Mygeeto, città
- Naboo, città di Theed, notte
- Palazzo di Jabba the Hutt, interno
- Polis Massa, struttura medica
- Spazio, Felucia
- Spazio, Hoth
- Spazio, Kashyyyk
- Spazio, Mygeeto
- Spazio, Tatooine
- Spazio, Yavin
- Tantive IV, interno
- Utapau, crateri
- Yavin, tempio

## Classi di combattimento
Come nel predecessore, il gioco offre solo quattro fazioni: la Confederazione dei Sistemi Indipendenti; la Repubblica Galattica; l'Impero Galattico e l'Alleanza Ribelle.

### Impero Galattico
- Ufficiali Imperiali: armati di blaster sonici e mortai, posseggono anche un droide da ricognizione dotato di blaster e dispositivo di autodistruzione. Gli ufficiali hanno poi la capacità Rabbia, capace di aumentare la potenza d'attacco delle unità amiche vicine.
- Aggressori Imperiali o Truppe Nere: posseggono un fulminatore ad arco in grado di colpire fino a quattro unità nemiche, una pistola commando e quattro detonatori termici. Gli aggressori possono usare anche il jet pack, che gli permette di fare dei grandissimi salti verso qualsiasi direzione. Queste unità hanno meno resistenza vitale degli altri soldati.

### CSI
- Guardie Magne: armate di fucili irradianti e pistola lanciarazzi, questa classe ha a disposizione un droide da ricognizione e il neuroveleno, in grado di danneggiare fino alla morte tutte le unità nemiche vicine.
- Droideka: posseggono al posto delle mani due mitragliatori blaster e uno scudo deflettore che gli permette l'invulnerabilità per un determinato periodo di tempo. Queste unità possono raggomitolarsi per percorrere lunghe distanze in poco tempo. I droideka non possono saltare e non possono entrare nei veicoli ma sono immuni ai colpi alla testa.

### Repubblica Galattica
- Soldati cloni: unità di base, sono dotati di un fucile mitragliatore e di pistola commando più 4 detonatori termici.
- Ingegneri cloni
- Cecchini cloni
- Comandanti cloni: armati di mitragliatore gatling e di una pistola blaster, posseggono un droide da ricognizione dotato di blaster. Queste unità hanno anche il potere riunione, che aumenta la difesa delle unità amiche vicine.
- Jetpack cloni: sono dotati di un lanciagranate EMP, di pistola commando e quattro detonatori termici. Posseggono anche il jet-pack, che gli permette di volare per un determinato periodo di tempo. Queste unità, utili negli agguati, hanno meno resistenza vitale degli altri soldati.

### Alleanza Ribelle
- Spie bothan: equipaggiate con un inceneritore e tre bombe a tempo, posseggono un dispositivo di invisibilità se però camminerete troppo veloce, i nemici vi sentiranno e apriranno il fuoco. I bothan possono usare anche la rigenerazione, che restituisce costantemente salute a chi la usa e alle unità vicine.
- Guerrieri wookiee: armati di balestra, utilizzabile anche come fucile da precisione, che spara sette colpi a dispersione orizzontale (o se caricata alla massima potenza un solo colpo molto potente), un mortaio e quattro detonatori termici. Queste unità posseggono anche un droide da ricognizione e hanno più resistenza vitale degli altri soldati, nonostante si muovano più lentamente.

## Unità
Ogni esercito presenta sei diversi tipi di unità nelle battaglie planetarie e due tipi di unità nelle battaglie spaziali.

### Unità planetarie
- Unità base: il soldato semplice, armato di fucile blaster, pistola blaster e detonatori termici. A questa regola fa eccezione l'esercito droide, nel quale il ruolo di soldato semplice è ricoperto dal super droide da battaglia, armato di blaster da polso, blaster a colpo triplo e tre razzi da polso.
- Unità pesanti: soldati armati con un lanciarazzi dotato di sette missili, due detonatori termici e quattro mine (ordigno esplosivo più potente del gioco). Le unità pesanti, inoltre, hanno a disposizione una pistola blaster. La resistenza vitale di questa classe è maggiore rispetto a quella dei soldati semplici.
- Cecchini: armati di fucile di precisione, pistola blaster, due detonatori termici e una torretta automatica che può essere piazzata ovunque. I cecchini hanno resistenza vitale minore rispetto alle altre classi.
- Ingegnere: armato di doppietta, la quale spara otto colpi che si disperdono a seconda della distanza. Gli ingegneri hanno anche un saldatore per riparare torrette e veicoli e per impossessarsi di quelli nemici. La dotazione di questa classe comprende poi delle cariche esplosive attivabili a distanza e dei contenitori di bacta che rigenerano salute e munizioni aggiuntive. Gli ingegneri sono invisibili alle mine nemiche.

### Unità spaziali
- Piloti: armati di pistola, saldatore e tre bombe a tempo ad alta potenza distruttiva, i piloti rigenerano la salute dei veicoli che manovrano.
- Marines: armati di fucile blaster, lanciarazzi e detonatori termici adatti ad abbordare la nave madre avversaria.

### Unità speciali
Ogni esercito ha due classi speciali terrestri.

### Unità Eroe
La differenza maggiore tra Star Wars: Battlefront II e il suo predecessore è la possibilità di impersonare alcune unità speciali, o dette "Eroi" che possono essere giocati dopo aver raggiunto un totale di punti nella modalità Azione Instantanea o aver comprato il bonus "Eroe" nella modalità Conquista galattica (800 crediti), in quel caso l'eroe sarà giocabile immediatamente per la mappa scelta. Una volta disponibile e raggiunte le condizioni, un timer di 30 secondi comparirà sullo schermo con su scritto "Ora puoi giocare come (Nome Eroe)" con due tasti per negare o confermare, nell'ultimo caso si verrà riportati alla schermata selezione dove ora l'eroe sarà selezionabile ed il giocatore entrerà in gioco come l'unità Eroe.
Una volta entrati in gioco, la schermata dell'Eroe al posto della salute vedrà una spada laser blu luminosa nell'angolo a sinistra dello schermo, la lunghezza della lama rappresenta la "Salute" dell'eroe, che diventa più corta con il passare del tempo o quando l'eroe riceve danni, può essere riempita uccidendo le unità nemiche, se il giocatore finisce la salute (la spada laser è spenta) l'eroe verrà considerato sconfitto, rigiocabile solo dopo diverso tempo.
Le unità Eroe hanno diverse armi e poteri e si differenziano per ere, fazioni ed alle mappe.
Queste unità tra cui le unità Jedi possiedeno poteri speciali e possono sferrare potenti attacchi all'indietro, alla fine di una corsa e durante la discesa a terra da un salto. Infine, possono aumentare significativamente la loro velocità di movimento per coprire grandi distanze per un breve periodo di tempo ed eseguire lunghi salti. La potenzialità della corsa e del salto sono influenzate della resistenza che l'unità possiede, tale resistenza si rigenera col passare del tempo. Uno svantaggio loro e degli altri eroi poi elencati è il fatto di non poter farsi seguire da altre unità.
L'Impero e la CSI usano i "Cattivi", mentre la Repubblica e ribelli hanno gli "Eroi".
Ie unità Jedi sono dotati di una spada laser che colpisce in una combinazione di massimo tre colpi; essa può a volte essere lanciata e ripresa come un boomerang. Inoltre, alcuni Jedi hanno alcuni poteri speciali per attrarre le unità nemiche a sé o respingerle. Nella campagna La caduta dei cavalieri D viene usato l'esercito della Repubblica guidato dal Jedi caduto Anakin Skywalker.

#### Eroi repubblicani
- Obi-Wan Kenobi: Lancio spada laser e Spinta della Forza - Mappe: Mustafar, Morte Nera, Kamino.
- Aayla Secura: Lancio spada laser ed Attrazione della Forza - Mappe: Felucia, Palazzo di Jabba.
- Mace Windu: Lancio spada laser e Spinta della Forza - Mappe: Geonosis, Coruscant.
- Ki-Adi-Mundi: Lancio spada laser ed Attrazione della Forza.
- Yoda: Spinta della Forza ed Attrazione della Forza.

#### Eroi ribelli
- Luke Skywalker: Spinta della Forza e Lancio spada laser - Mappe: Morte Nera, Hoth.
- Ian Solo: Dotato di una pistola blaster che spara una raffica breve di laser molto potenti, un saldatore, bombe remote ed uno speciale "Difesa" che diminuisce i danni subiti per tutte le unità amiche nel raggio d'azione - Mappe: Mos Eisley.
- Leila Organa: Pistola blaster e Detonatori termici - Mappe: Tantive IV.
- Chewbecca: Balestra Wookiee, Razzi guidati e Rabbia - Mappe: Kashyyyk.

#### Cattivi imperiali
- Anakin Skywalker: Strangolamento della Forza e Lancio spada laser (2 versioni: quella normale e un'altra con mantello e cappuccio, solo nel livello "Knightfall").
- Dart Fener: Strangolamento della Forza e Lancio spada laser.
- Boba Fett: Armato di un fucile blaster a ripetizione EE 3, in grado di sparare una serie di colpi precisi, un lanciafiamme, razzi a polso e bombe remote.
- Darth Sidious: Strangolamento della Forza e Fulmini della Forza - Mappe: Coruscant, Morte Nera.

#### Cattivi repubblicani (CSI)
- Darth Maul: Lancio spada laser e Spinta della Forza Giocabile su Polis Massa, Coruscant ed il Palazzo di Jabba.
- Conte Dooku: Strangolamento della forza e Fulmini della Forza, disponibile solo su Geonosis.
- Generale Grievous: Dotato di due spade laser che possono diventare quattro in una combo, le sue combo sono molto potenti ed è difficile reagire. L'unico potere di Grievous è la "Rabbia", che aumenta i danni inflitti ai nemici dalle unità alleate Giocabile su Dagobah, Tantive IV, Mygeeto.
- Jango Fett: Armato di una pistola di precisione in grado di colpire nemici nella distanza, è possibile uccidere quasi tutte le unità con un colpo alla testa, un lanciafiamme, bombe a tempo e razzi da polso Giocabile su Felucia, Kamino.

## Medaglie
Nel gioco è possibile ottenere medaglie e bonus per meriti speciali. Tali bonus sono disponibili solo dopo averli sbloccati quattro volte allo stato soldato semplice; hanno requisiti minori allo stato difficile; dopo essere stati sbloccati 64 volte allo stato leggendario saranno disponibili per sempre. Questo però non vale per il fucile dei soldati normali, come il super droide da battaglia, per ottenere il triplo colpo al grado leggendario occorrono infatti 128 medaglie.
- Resistenza: totalizzando dodici punti (nove in difficile) senza mai morire, la rigenerazione dell'energià sarà più rapida
- Guardiano: totalizzando 24 punti (18 in difficile) senza mai morire, la difesa dell'unità aumenta
- Eroe di guerra: totalizzando 36 punti (27 in difficile) senza mai essere uccisi, verrà aumentato il valore dell'attacco dell'unità
- Impeto: uccidendo dodici nemici (nove in difficile) con il fucile blaster senza mai morire, si otterrà un fucile potenziato che sparerà tre colpi anziché uno.
- Pistolero: totalizzando sei uccisioni (quattro in difficile) senza mai morire con la pistola blaster, si ottiene la pistola potenziata, con ingrandimento mirino, ma con il limite di munizioni a 96 colpi
- Tiratore scelto: effettuando sei colpi alla testa (quattro in difficile) con il fucile di precisione senza mai morire si avrà un fucile potenziato che è molto potente
- Terminator: uccidendo otto unità nemiche (sei in difficile) con la doppietta blaster senza mai venire uccisi si otterrà una doppietta potenziata che farà molti più danni
- Demolizione: colpendo un veicolo nemico quattro volte (tre in difficile) sul suo punto debole col lanciarazzi senza mai venire uccisi, si ottiene un lanciarazzi guidato
- Tecnico: intrufolandosi in un veicolo nemico usando il saldatore si ottiene la rigenerazione passiva della salute dei veicoli.

Alcuni bonus – come ad esempio il ripristino di salute e energia, l'aumento di attacco e difesa e l'ottenimento di munizioni aggiuntive – possono essere ottenuti una sola volta quando muore un'unità.
Ci sono inoltre dei gradi che influenzano la partita.
All'inizio il giocatore ha il grado di soldato semplice, può comandare una unità; quando ottiene venti medaglie diventa un sergente e può comandare due unità oltre alla sua. Con cento medaglie si diventa capitani e si possono guidare tre unità. Al raggiungimento delle trecento medaglie complessive si è generali e si hanno al proprio comando quattro unità.

## Veicoli e velivoli
In Star Wars: Battlefront II sono stati introdotti nuovi veicoli e velivoli, divisibili in classi:
- I veicoli scout hanno armi e corazze leggere e sono adatti per ricognizioni e incursioni rapide. A questa classe appartengono i tauntaun ribelli, gli speeder bike imperiali e ribelli, gli speeder barc repubblicani e gli STAP separatisti. Questi veicoli sono facilmente abbattibili in quanto hanno poca vita.
- I veicoli d'assalto medi hanno buone armi e corazze; sono utili sia contro le unità nemiche sia contro altri veicoli. A questa classe appartengono gli AAT droidi, l'alleanza AAC-1 ribelle; l'AT-RT repubblicano; l'IFT-X repubblicano; l'IFT-T imperiale; il carro droide corazzato; il lanciamissili mobile droide.
- I veicoli d'assalto pesanti, quali l'AT-ST imperiale e il camminatore ragno separatista, sono lenti, ma hanno alta potenza di fuoco e corazze resistenti.
- I trasporti d'assalto pesanti sono invece dei posti di comando mobili, in quanto in grado di trasportare truppe. Questi enormi veicoli hanno una potenza di fuoco incontrastabile e corazze impenetrabili, e possono fare fuoco in più direzioni. A questa classe appartengono l'AT-AT imperiale e l'AT-TE repubblicano.
- I caccia stellari, come il caccia stellare droide; l'ARC-170 repubblicano, il caccia TIE imperiale e l'X-wing ribelle, sono rapidi velivoli versatili ed equilibrati in grado di attaccare in sciami infliggendo danni anche alle navi più grandi.
- I caccia ricognitori sono piccoli velivoli molto agili e adatti ad abbattere i caccia nemici con armi specializzate. Questa classe di velivoli ha però deboli corazze ed è facilmente abbattibile dalle navi da guerra. I caccia ricognitori sono il caccia stellare jedi repubblicano, l'intercettore TIE, l'A-wing ribelle e il caccia tri droide. Anche lo snowspeeder ribelle, presente nella battaglia planetaria di Hoth, è un caccia ricognitore.
- I bombardieri sono navi più lente e più grandi dei caccia e con corazze ed armi nettamente superiori. Sono adatti ad attaccare le navi da guerra principali nemiche con le loro bombe ed in formazione possono essere molto pericolosi. A questa classe appartengono il bombardiere d'assalto CSI, il V-wing repubblicano, il bombardiere TIE imperiale e l'Y-wing ribelle. Nel caso dei bombardieri imperiali e ribelli, è possibile avere a bordo della nave un alleato, che sparerà nel primo caso dei missili guidati, nel secondo dei colpi di mitragliatrice da una torretta posta sopra l'Y-wing.
- I velivoli da trasporto e assalto sono lente ma potenti navi in grado di trasportare truppe per abbordare le navi nemiche dall'interno, inoltre serviranno anche da posti di comando per rientrare nella nave madre nemica. Hanno torrette che possono sparare in varie direzione e grandi potenza di fuoco e corazze. La cannoniera LA-AT repubblicana, la cannoniera droide, la navetta imperiale e il velivolo d'assalto dell'Alleanza sono velivoli da trasporto e assalto. Se però atterrerete nell'hangar nemico con queste navi avendo con voi degli alleati, uno di questi ne rimarrà a bordo e ripartirà, molto spesso però si schianterà contro una parete, esplodendo e togliendovi dei punti.

Ci sono inoltre varie torrette planetarie o spaziali con diverse potenze di fuoco e corazze utili per eliminare veicoli e unità nemiche. Bisogna scegliere di entrare nella torretta adatta in base alla situazione che si presenta. Infatti alcune torrette possono facilmente abbattere la fanteria nemica grazie ai suoi proiettili sottili e veloci, ma non causano molto danno invece ai veicoli. In risposta a ciò ci sono torrette invece che abbattono velocemente potenti veicoli avversari, compresi i Trasporti Pesanti. Però i loro proiettili sono lenti e non adatti alla fanteria, piccola e veloce.